# Шарлота Амалия фон Изенбург-Бюдинген
Шарлота Амалия фон Изенбург-Бюдинген (на немски: Charlotte Amalie von Isenburg und Büdingen; * 31 август 1651, Офенбах на Майн; † 6 април 1725) е графиня от Изенбург-Бюдинген-Бирщайн-Офенбах и чрез женитба графиня на Сайн-Витгенщайн-Берлебург.

## Произход
Тя е дъщеря на граф Йохан Лудвиг фон Изенбург-Бюдинген-Офенбах (1622 – 1685) и втората му съпруга принцеса Луиза фон Насау-Диленбург (1623 – 1685), дъщеря на княз Лудвиг Хайнрих фон Насау-Диленбург и графиня Катарина фон Сайн-Витгенщайн. Баща ѝ Йохан Лудвиг се жени трети път 1666 г. за Мария Юлиана Билген († 1677), която получава титлата „фрайфрау фон Айзенберг“.
Шарлота Амалия фон Изенбург-Бюдинген умира на 6 април 1725 г. на 73 години.

## Фамилия
Шарлота Амалия фон Изенбург-Бюдинген се омъжва на 24 юни 1674 г. в Офенбах за граф Георг Вилхелм фон Сайн-Витгенщайн-Берлебург (* 28 септември 1636, Берлебург; † 25 май 1684, ловен дворец Хомригхаузен, Берлебург), големият син на граф Лудвиг Казимир фон Сайн-Витгенщайн-Берлебург (1598 – 1643) и графиня Елизабет Юлиана фон Насау|Насау-Саарбрюкен-Вайлбург (1598 – 1682). Тя е третата му съпруга. Те имат четири дъщери:
- София Юлиана (* 8 март 1675; † 4 декември 1677)
- Фердинанда (* 24 юни 1678; † 19 март 1757)
- Конкордия Луиза (*/† 10 март 1680, Берлебург)
- Фридерика Вилхелмина Шарлота (* 23 юни 1682, Берлебург; † 26 юни 1731, Магдебург), омъжена

1. на 22 юли 1708 г. в Тиергартен за чичо си граф Йохан Филип фон Изенбург-Бюдинген-Офенбах (1655 – 1718), син на граф Йохан Лудвиг фон Изенбург-Бюдинген-Офенбах (1622 – 1685) и втората му съпруга принцеса Луиза фон Насау-Диленбург (1623 – 1685)
2. на 4 декември 1727 г. в Офенбах за бургграф и граф Фридрих Лудвиг фон Дона-Райхертсвалде (1697 – 1766), син на бургграф и граф Кристоф Фридрих фон Дона-Райхертсвалде (1652 – 1734) и Елизабет Кристиана фон Цвайбрюкен († 1707)